# 浅沼傑
浅沼 傑（あさぬま すぐる、1980年12月17日 - ）は、地方競馬の佐賀競馬場佐藤正則厩舎所属の元騎手である。勝負服の柄は胴青・黄山形一本輪、袖桃。岡山県出身、血液型O型。現在は千葉のシンボリ牧場勤務。

## 人物
2000年9月29日付けで地方競馬騎手免許を取得し、高崎競馬場澁谷公男厩舎からデビュー。同年10月12日第9回高崎競馬1日目第6競走アラブ系AB特別選抜戦グリーンセンプーで初騎乗（12頭立て3番人気5着）。同年11月16日第10回高崎競馬3日目第4競走アラブ系AB選抜戦をグリーンセンプーで優勝（12頭立て4番人気）し、初勝利。
2004年に高崎競馬場内で披露宴を行うなどしたが、同年12月31日をもって高崎競馬場の開催が終了し、年度末で廃止されることに伴い、佐賀競馬場的場信弘厩舎に移籍。その後同様に高崎競馬場から移籍した佐藤正則厩舎に所属を変更した。
自身のブログで、2007年10月一杯で引退することを発表した。同年10月28日第13回佐賀競馬4日目第5競走C2-5組条件戦シルバークエストが最終騎乗となった（10頭立て2番人気7着）。
地方通算成績は1896戦52勝・2着76回・3着136回・勝率2.7%・連対率6.8%